# Death Before Dishonour
Death Before Dishonour es el quinto álbum de estudio de la banda escocesa The Exploited.
En 1987, The Exploited nuevamente se abocaría a la tarea de componer un nuevo LP, que se titularía Death Before Dishonour, en el que ya se aprecia una clara influencia de bandas tales como Metallica, Slayer, Megadeth o D.R.I. (todas ellas agrupaciones que reconocían a The Exploited entre sus influencias), hecho que, si bien por la mezcla de estilos les va a ampliar sus audiencias al conquistar a público del estilo crossover, muy popular por ese entonces, va a encontrar resistencia en cierta medida por parte de su tradicional público punk. 
Comúnmente se encuentra este álbum con algunos temas extra, concretamente todos los de los EP Jesus is Dead y War Now. Este álbum vendió rápidamente, pero no superó las 100 000 copias, solo llegó a las 85 450 copias.

## Lista de canciones
- Los temas <<Jesus is Dead>> y <<Politicians>> escritos por Wattie Buchan y por John Duncan; las pistas 8, 10 y 13 por Wattie Bichan y Nigel Swanson. El resto de temas por The Exploited.

1. "Anti-UK" – 3:03
2. "Power Struggle" – 3:34
3. "Scaling The Derry Wall" – 3:59
4. "Barry Prossitt" – 3:50
5. "Don't Really Care" – 3:12
6. "No Forgiveness" – 3:36
7. "Death Before Dishonour" – 3:05
8. "Adding To Their Fears" – 2:40
9. "Police Informer" – 2:42
10. "Drive Me Insane" – 3:44
11. "Pulling Us Down" – 4:16
12. "Sexual Favours" – 3:40

### CD bonus tracks
1. "Drug Squad Man" - 4:17
2. "Privicy Invasion" - 3:50
3. "Jesus Is Dead" - 3:20
4. "Politicians" - 2:31
5. "War Now" - 3:56
6. "United Chaos and Anarchy" - 4:14
7. "Sexual Favours" (Dub Version) - 3:47

## Integrantes
- Wattie Buchan - Vocalista
- Nigel Swanson - Guitarra
- Tony Lochiel - Bajo
- Willie Buchan - Batería, guitarra

- The Pimmels (Kev The Hammer, Capt. Scarlet, Jim Pimmel) - Coros
- Rasta Deb, Tracy, Kathie - Coros en "Sexual Favours"

## Posición en las listas
| Listas (1987)            |    |
| ------------------------ | -- |
| Top Indepent Albums (UK) | 28 |